# Saint-Michel-des-Landes
Saint Michel des Landes est une ancienne commune d'Indre-et-Loire, annexée en 1794 par Charnizay.  C'est aujourd'hui un hameau de cette commune

## Géographie

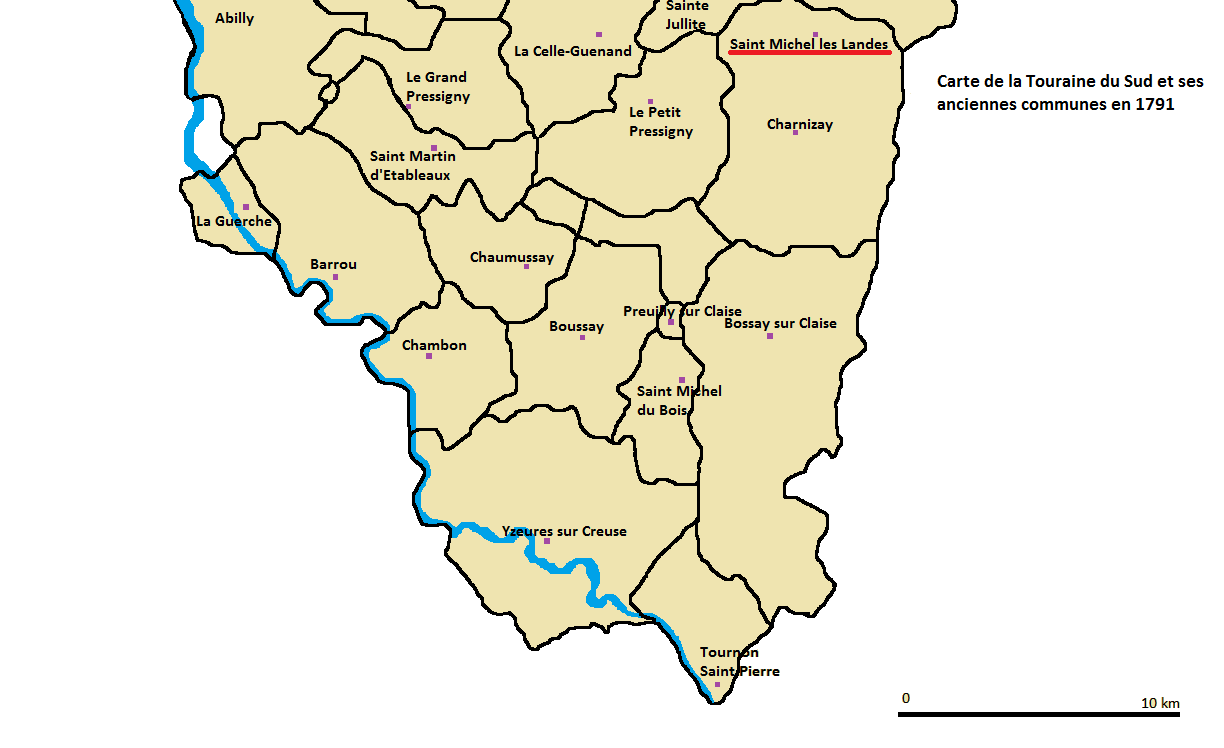
Localisation de Saint-Michel-des-Landes en Sud-Touraine.

Cette ancienne commune se situait au nord du territoire communal de Charnizay. Ses communes limitrophes étaient Charnizay, Saint-Flovier, La Celle-Guenand et l'ancienne commune de Sainte-Jullite.
Les coordonnées du hameau de Saint Michel des Landes sont 46° 56′ 40″ N, 0° 59′ 51″ E.

## Histoire

### Avant sa suppression
En 1184, on la retrouve sous le nom de S. Michaelis de Laigneio, au XIIIe siècle elle est appelée Parochia S Michael de Landa et on retrouve son nom actuel en 1672 où elle était également nommée Saint-Michel-de-Lagné. En 1793, la prend le nom de Michel-des-Landes.
Ce village possédait une église en 1184, dont le droit de présentation curial appartenait à l'abbaye de Preuilly et qui était encore desservie en 1790. Elle était mise sous le vocable de Saint-Michel, aujourd'hui, il ne reste plus que quelques vestiges de cette église.
Avant sa suppression, cette paroisse formait un fief relevant déjà de Charnizay. Le seigneur du village avait droit de patronage à l'église de celle-ci.

### Sa suppression
Elle est supprimée en 1794, mais c'est le Décret impérial du 22 mars 1813 qui fixe la limite entre Charnizay et Saint-Flovier. À cette occasion, Saint-Flovier reçoit 100 ha des Landes de Saint-Michel, la limite étant fixée par le chemin de la Folie au Bois-Nollier. Cette délimitation fut alors fortement contestée par Charnizay.
Mis à part les 100 hectares de landes attribués à Saint-Flovier, son territoire fut intégralement attribué à Charnizay.

Son territoire se composait du village de Saint-Michel et de plusieurs hameaux, la Brossardière, la Cornetterie, le Bois Guenand, le Rocher, les Portes et probablement La Riffoise.

Cette paroisse se composait également des terres du Coudraie, du Bois de la Brêche, du Bois de Charnizay, du Bois Grelet, du Bois Bigot, du Bois Volier, du Bois-Blanc, des Genêts, des Chaumes, des pièces de la Bruyères, des champs des landes, du champ des noyers, des landes de Saint Michel, des Défreuchés, du Mauvais Pas, du Gas, des grouais de la Brossardière, des Champs Michaus, de la Croix Baudet, des champs Bastoneaux, des Grands Champs...

Toutes les données se sont pas encore connues.

### De nos jours
Actuellement, Saint Michel des Landes est un hameau parmi d'autres d'une vaste commune. Ses hameaux existent encore tous. Bien avant sa suppression, cette ancienne commune était déjà considérée par ses habitants comme un hameau de Charnizay.

## Démographie
Aucune indication sur sa population, on sait toutefois, que le hameau de Saint-Michel comptait 70 habitants vers 1882.

## Administration
Cette paroisse ayant été supprimée avant la Révolution, elle n'a jamais eu de maire, toutefois, on connait le nom de quelques-uns de ses curés.
| Période                                  | Période | Identité         | Étiquette | Qualité              |
| ---------------------------------------- | ------- | ---------------- | --------- | -------------------- |
| 1676                                     | 1690    | François Bruneau |           |                      |
| 1690                                     | 1717    | André Sornin     |           |                      |
| 1717                                     | 1764    | Jean Neveu       |           |                      |
| 1764                                     | 1793    | Charles Butet    |           |                      |
| 1793                                     | ?       | Bullot           |           | curé constitutionnel |
| Les données manquantes sont à compléter. |         |                  |           |                      |

### Sources
- Jacques-Xavier Carré de Busserolle, Dictionnaire Géographique Historique et Biographique d'Indre et Loire et de l'ancienne province de Touraine, 1882
- Jacques Dupâquier, Jean-Michel Gorry, Jean-Pierre Bardet, Indre-et-Loire, Éditions du Centre national de la recherche scientifique, 1985
- Charles Audigé et Constant Moisand (de Beauvais), Histoire de la ville et du canton de Preuilly, Masson, 1846